# 稲村隆二
稲村 隆二（いなむら りゅうじ、1945年5月25日 - ）は、日本の経営者。神奈川新聞社社長を務めた。東京都出身。

## 来歴・人物
1969年に東京大学経済学部経済学科を卒業し、同年に朝日新聞社に入社した。2002年に名古屋本社代表に就任し、2004年6月には神奈川新聞社社長に就任。2009年6月に特別顧問に就任。